# Зауряд-прапорщик
Зауряд-прапорщик - вище унтер-офіцерське військове звання в Російській імперській армії в 1891-1912 роках.

## Історія використання в Російській імперії
Звання зауряд-прапорщик встановлено в травні 1891 року згідно «Положення про зауряд-прапорщиків і зауряд-військових чиновників». Зауряд-прапорщики призначалися для тимчасового заміщення субалтерн-офіцерських посад в мобілізованих військових частинах в разі нестачі молодших офіцерів. Звання зауряд-прапорщика дозволялося надавати унтер-офіцерам, які мають вищу або середню освіту, а також фельдфебелям (вахмістрам) і старшим унтер-офіцерам, які не мали зазначений освітній ценз, переважно з надстроковиків. Надання звання зауряд-прапорщика відбувалося безпосередньо з затвердженням на офіцерській посаді.
Присутність зауряд-прапорщиків передбачалося тільки в частинах піхоти і на деяких адміністративних посадах воєнного часу (в інтендантських транспортах, обози, госпіталях та інших). У 1894 році звання зауряд-прапорщика було введено в козацьких військах . Під час Російсько-японської війни в 1905 році тимчасовим положенням було введено звання зауряд-прапорщика флоту , а також звання зауряд-прапорщика введено в артилерії . У тому ж році звання зауряд-прапорщика було встановлено в піших частинах Заамурського округу Окремого корпусу прикордонної варти .
За своїм правовим положенням зауряд-прапорщики дорівнювалися до молодших офіцерів (прапорщиків). Позбавити звання зауряд-прапорщика можна було тільки через суд або в адміністративному порядку владою командира корпусу.
Зауряд-прапорщикам було надано офіцерський однострій, відповідний прапорщикам, але без еполетів. При цьому на погонах обер-офіцерського зразка з однією зірочкою накладалися поперечні нашивки з галуну або тасьми відповідно до того унтер-офіцерського звання, з якого нижній чин був перейменований в зауряд-прапорщики. У 1904 році зауряд-прапорщикам було наказано мати на погонах шифровку тієї частини, в якій вони служать .
При демобілізації армії всім зауряд-прапорщикам, не виключаючи і тих, що не вислужили обов'язкових термінів дійсної служби, надавалася можливість скористатися звільненням в запас, або  (у яких був встановлений освітній ценз і які були не старше 28-річного віку)  вступити в юнкерські училища для набуття права на отримання офіцерського чину, або  (якщо не мали необхідної освіти) вступити на фельдфебельські посади. В останньому випадку вони набували право на утримання і переваги, надані понадстроковим фельдфебелям, а також однострій нижніх чинів, але з деякими відмінностями та з погонами підпрапорщика на посаді фельдфебеля (шестикутні суконні з поздовжнім портупейний галуном і поперечної нашивкою з широкого галуну, відповідної частини), але з додаванням однієї офіцерської зірочки над шифровкою. В той же час всім зауряд-прапорщикам, які отримали звання зауряд-прапорщика до цього наказу і залишилися на службі з перекладом на фельдфебельську посади, було збережено право носити погони офіцерського зразка на весь час їх служби.
У 1912 році надання надалі звання зауряд-прапорщика було скасовано, всім наявним ще на той момент зауряд-прапорщикам, як перебували на службі, так і знаходилися в запасі, були збережені всі надані їм права і переваги . З цього часу при мобілізації вакантні субалтерн-офіцерські посади планувалося заміщати підпрапорщиками, без перейменування з цього звання. З початком Першої світової війни зауряд-прапорщики, що знаходилися в запасі, були мобілізовані і також залучалися до виконання офіцерських обов'язків на колишніх підставах.
| молодше звання: Підпрапорщик (Підхорунжий) | Зауряд-прапорщик | старше звання: Прапорщик (Хорунжий) |

| знаки розрізнення |                                                      |                                                   |                                                               | | | |
| військове звання  | зауряд-прапорщик, (колишній фельдфебель) (1904—1912) | зауряд-прапорщик, (колишній вахмістр) (1908—1912) | зауряд-прапорщик, (колишній старший унтер-офіцер) (1904—1912) | зауряд-прапорщик, який залишився на службі (чи який поступив з запасу) на посаді фельдфебеля (зразку 1907; окрім тих, що отримали звання під час Російсько-японської війни) | зауряд-прапорщик, який залишився на службі ( чи який поступив з запасу) на посаді фельдфебеля ( зразку 1907/1911 г.; окрім тих, що отримали звання під час Російсько-японської війни) | зауряд-прапорщик, який залишився на службі ( чи який поступив з запасу) на посаді вахмістра ( зразку 1907/1911 г.; окрім тих, що отримали звання під час Російсько-японської війни) |